# Santa Marina de Castro
Castro (llamada oficialmente Santa Mariña do Castro) es una parroquia española del municipio de Carballedo, en la provincia de Lugo, Galicia.

## Otras denominaciones
La parroquia también es conocida por el nombre de Santa Marina de Castro.

## Organización territorial
La parroquia está formada por seis entidades de población:

### Entidades de población
Entidades de población que forman parte de la parroquia:
- Lama de Fente (A Lama de Fente)
- O Cotarelo
- Pererio (O Pereiro)
- Rubiás
- Santa Mariña
- Freán

### Despoblado
Despoblado que forma parte de la parroquia:

## Demografía
| Gráfica de evolución demográfica de Castro entre 2000 y 2019 |
|                                                              |
| Datos según el nomenclátor publicado por el INE.             |